# نییرلووو
نییرلووو (به مجاری:  Nyírlövő) یک منطقهٔ مسکونی در مجارستان است که در سابولچ-ساتمار-برگ واقع شده‌است. نییرلووو ۷٫۹۱ کیلومتر مربع مساحت و ۶۷۴ نفر جمعیت دارد.